# Bourbach-le-Bas
Bourbach-le-Bas település Franciaországban, Haut-Rhin megyében. Lakosainak száma 555 fő (2022. január 1.). Bourbach-le-Bas Bourbach-le-Haut, Rammersmatt, Roderen, Lauw, Guewenheim, Sentheim és Masevaux-Niederbruck községekkel határos.

## Népesség
A település népességének változása:
| Lakosok száma | 596  | 578  | 588  | 560  | 557  | 555  | 552  | 551  | 555  |
|               | 2013 | 2015 | 2016 | 2017 | 2018 | 2019 | 2020 | 2021 | 2022 |